# Myxinidae
Myxines
Famille
Les Myxinidae (myxines en français) sont une famille d'animaux aquatiques anguilliformes vivant seulement en eau salée, souvent dans les grands fonds marins.
Les myxines n'ont pas de colonne vertébrale, mais une notochorde, ni de vraie mâchoire, mais une paire de structures horizontales garnie de dents et entourée de quatre barbillons buccaux et de quatre autres barbillons autour de l'orifice « nasal ».
Ces animaux nécrophages se tordent pour déchirer leurs aliments, des cadavres de poissons et d'autres organismes marins. Ils produisent un mucus brutalement expansif, qui bouche les branchies de tout prédateur tentant de les manger, lesquels, en réaction, vont immédiatement les recracher. Une myxine peut se presser dans une très petite anfractuosité et on a montré qu'elle peut survivre à des morsures de requins. Ces capacités intéressent beaucoup les biomécaniciens et pourraient déboucher sur des applications de robotique molle par biomimétisme.

## Description
La myxine s'enroule en nœud. Sa peau est dépourvue d'écailles. Elle dévore les poissons de l'intérieur, et notamment ceux pris dans les filets des pêcheurs.
La longueur du mâle est de 25 à 30 cm, celle de la femelle de 30 à 40 cm pour un poids de 0,5 à 1 kg.

## Mécanisme de défense contre les prédateurs

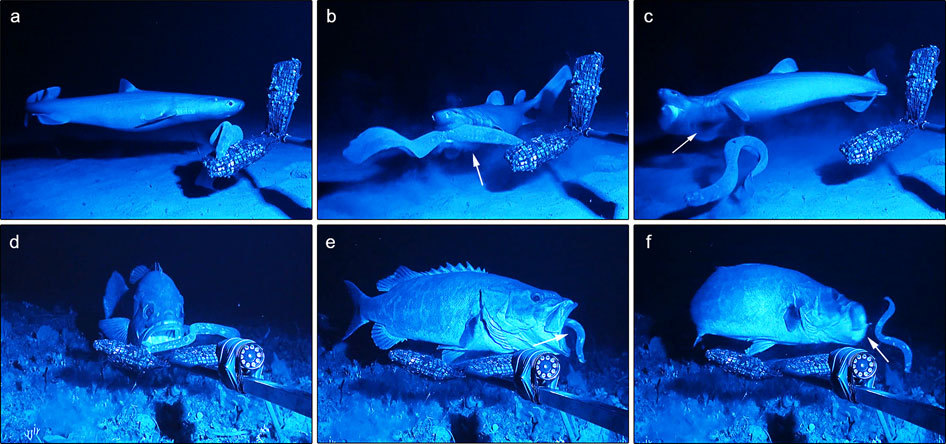
Un petit requin (Dalatias licha) - photos a à c - et un poisson prédateur (Polyprion americanus) - photo d à f - tentent de manger une myxine.
Le prédateur en approche ne fait pas fuir la myxine. Le prédateur mord ou tente d'avaler la myxine. Mais celle-ci a déjà injecté dans sa bouche des jets de mucus filamenteux. Le prédateur surpris libère immédiatement la myxine et cherche à recracher le mucus (qui entrave probablement déjà sa respiration en ayant plus ou moins colmaté les arcs branchiaux).

Le corps de la myxine possède 150 pores donnant accès à des glandes visqueuses. Lorsqu'elle est mordue par un prédateur, les glandes de la partie du corps exposée à la morsure expulsent environ cinq grammes de fibres sèches de mucine qui s'hydratent instantanément en un mucus et des fils fibreux riches en filament intermédiaire. Ce matériau gonfle (« explose ») plus vite qu'aucune substance connue pour former jusqu'à environ vingt litres d'une substance visqueuse et très solide, qui obstrue la bouche et les ouïes de son prédateur.
Les éléments filandreux sont épais de seulement douze nanomètres et mesurent jusqu'à quinze centimètres de long. Leur mécanisme de production fait qu'ils se déroulent en s’entremêlant. Quand les fils secs entrent en contact avec l’eau de mer, la substance qui maintenait les filaments intermédiaires qui les constituent se dissout brutalement, libérant une importante énergie élastique et permettant la formation d'une sorte de tissu gélatineux translucide. Le prédateur recrache immédiatement la myxine en cherchant à se débarrasser de la matière qui vient d'envahir sa bouche et ses branchies.
En 2011, un biologiste marin de l'Université Chapman (Californie) observe sur une vidéo une attaque de requin sur une myxine et voit celle-ci en réchapper sans la moindre blessure. Il se demande si son mucus ou sa peau dure sont en cause. La vidéo montre que la myxine n'a pas activé son système de défense avant le début de l'attaque. Des expériences faites en laboratoire avec des aiguilles montrent que sa peau n'est pas assez dure pour résister aux dents acérées d'un requin. Une étude a ensuite montré que si le requin n'a pas pu entamer la peau de l'animal, c'est parce que cette dernière n'est que très lâchement rattachée aux muscles et aux organes internes. Cette peau recouvre une sorte de sac plein de sang et très souple (pouvant accueillir 35 % de fluide en plus avant d'être remplie). En simulant une morsure de requin avec une machine spéciale (évoquant une guillotine sur laquelle on aurait ajouté des dents de requin), les auteurs de l'étude ont constaté que la peau s'étire et entoure simplement la dent, sans être percée, tout en permettant aux organes de se déplacer hors de la zone comprimée. Par contre quand la même peau a été apposée sur les muscles d'une myxine morte, les dents de requin l'ont alors facilement percée, ce qui montre que le mécanisme de protection est au moins en partie actif et non passif.
Une autre étude récente (2016) a mis en évidence une différence importante entre une myxine de l'Atlantique et une myxine du Pacifique : la seconde a des fibres musculaires incorporées dans la peau. Ces muscles expliqueraient la capacité étonnante qu'ont ces organismes à former des nœuds avec leur corps, qui compensent le manque de mâchoires de l'animal. La myxine atlantique est longue et mince, alors que celle du Pacifique est courte et épaisse et forme des nœuds plus complexes et serrés mais ces deux espèces utilisent quatre mouvements corporels de base, qui leur permettent de former des nœuds de formes différentes.
Leur corps à la fois souple et musculeux, à la peau lâche et contenant une cavité souple remplie de fluide leur permet aussi bien de facilement et rapidement s'enfouir dans le sédiment marin que de pénétrer le cadavre d'une baleine morte pour la manger de l'intérieur. Comme les pieuvres, les myxines peuvent compresser leurs corps et se faufiler dans des orifices très petits (une fente deux fois moins large que le diamètre maximum de leur corps) en introduisant d'abord leur tête puis en remuant leurs corps jusqu'à pouvoir former une boucle avec la partie déjà introduite par l'ouverture. Elles peuvent ensuite s'appuyer sur cette boucle (effet levier) pour tirer le reste de leur corps à l'intérieur. On peut observer un gonflement spectaculaire de la partie postérieure de l'animal quand il procède ainsi, mais le fluide finit par se répartir dans la cavité interne de l'animal, qui reprend sa forme normale. On pense que d'autres animaux capables de se comprimer pour passer dans un espace de diamètre bien plus petit que le leur (poulpes ou rongeurs) utilisent des mécanismes proches et en particulier une peau lâche et élastique.

## Évolution
La découverte récente[Quand ?] du fossile d’un ver annélide marin à Peniche au Portugal, révèle apparemment un lien manquant, qui implique au moins trois étapes dans l’évolution de Spriggina vers les vertébrés et Myxinidae.

## Systématique et phylogénie
|  | Myxines |
|  |         |

| Hyperoartia | Lamproies                                                                               |
|             | Lamproies                                                                               |
|             | \| \| Conodonta \| \| \| \| \| \| Heterostraci, Osteostraci et gnathostomes \| \| \| \| |
|             |                                                                                         |
|             | Conodonta                                                                               |
|             |                                                                                         |
|             | Heterostraci, Osteostraci et gnathostomes                                               |
|             |                                                                                         |

|  | Conodonta                                 |
|  |                                           |
|  | Heterostraci, Osteostraci et gnathostomes |
|  |                                           |

|  | Myxines |
|  |         |

| Hyperoartia | Lamproies                                                                               |
|             | Lamproies                                                                               |
|             | \| \| Conodonta \| \| \| \| \| \| Heterostraci, Osteostraci et gnathostomes \| \| \| \| |
|             |                                                                                         |
|             | Conodonta                                                                               |
|             |                                                                                         |
|             | Heterostraci, Osteostraci et gnathostomes                                               |
|             |                                                                                         |

|  | Conodonta                                 |
|  |                                           |
|  | Heterostraci, Osteostraci et gnathostomes |
|  |                                           |

Notes
Le groupe des Agnatha est maintenant considéré comme polyphylétique. Il n'est pas montré sur cet arbre phylogénétique.
1. ↑  Ici, les myxines sont considérées comme un clade séparé, comme dans l'article de Sweet & Donoghue de 2001 avec un arbre phylogénétique produit sans analyse cladistique[5]. Cependant, certains auteurs reconnaissent[6] que les myxines et les lamproies peuvent être plus proches les unes des autres dans leur propre clade, les Cyclostomata.

Selon Terril et al., 2018, les myxines appartiennent au groupe des cyclostomes:
|             | †Conodonta                                                                  |
|             |                                                                             |
|             | \| \| Myxines \| \| \| \| \| Hyperoartia \| Lamproies \| \| \| Lamproies \| |
|             |                                                                             |
|             | Myxines                                                                     |
|             |                                                                             |
| Hyperoartia | Lamproies                                                                   |
|             | Lamproies                                                                   |

|             | Myxines   |
|             |           |
| Hyperoartia | Lamproies |
|             | Lamproies |

|  | Heterostraci, Osteostraci et gnathostomes |
|  |                                           |

|             | †Conodonta                                                                  |
|             |                                                                             |
|             | \| \| Myxines \| \| \| \| \| Hyperoartia \| Lamproies \| \| \| Lamproies \| |
|             |                                                                             |
|             | Myxines                                                                     |
|             |                                                                             |
| Hyperoartia | Lamproies                                                                   |
|             | Lamproies                                                                   |

|             | Myxines   |
|             |           |
| Hyperoartia | Lamproies |
|             | Lamproies |

|  | Heterostraci, Osteostraci et gnathostomes |
|  |                                           |

## Liste des sous-familles et genres
Selon WoRMS, au 6 février 2016 :
- sous-famille des Eptatretinae Bonaparte, 1850
  - Eptatretus Cloquet, 1819 (en y incluant Paramyxine Dean, 1904 et Quadratus Wisner, 1999)
  - Heptatretus Regan, 1912
  - Rubicundus Fernholm et al., 2013
- sous-famille des Myxininae Rafinesque, 1815
  - Myxine Linnaeus, 1758
  - Nemamyxine Richardson, 1958
  - Neomyxine Richardson, 1953
  - Notomyxine Nani & Gneri, 1951

## Usages

### Utilisation en biotechnologie et biomimétique
Un groupe de scientifiques[Qui ?] pense que la sécrétion des myxines pourrait fournir un matériau biosourcé ou biomimétique. Ce biopolymère produit à froid et dans l'eau salée est plus fin qu'un cheveu, tout en étant transparent, élastique et plus résistant que le nylon.
Une start-up californienne (Benthic Labs) cherche -ou a cherché jusqu'en 2014- à reproduire la myxine comme polymère biodégradable pour en faire par exemple des vêtements de protection (comme le gilet par balle), des emballages alimentaires, des tendeurs, des pansements à la fois très solides et biodégradables.

### Alimentation

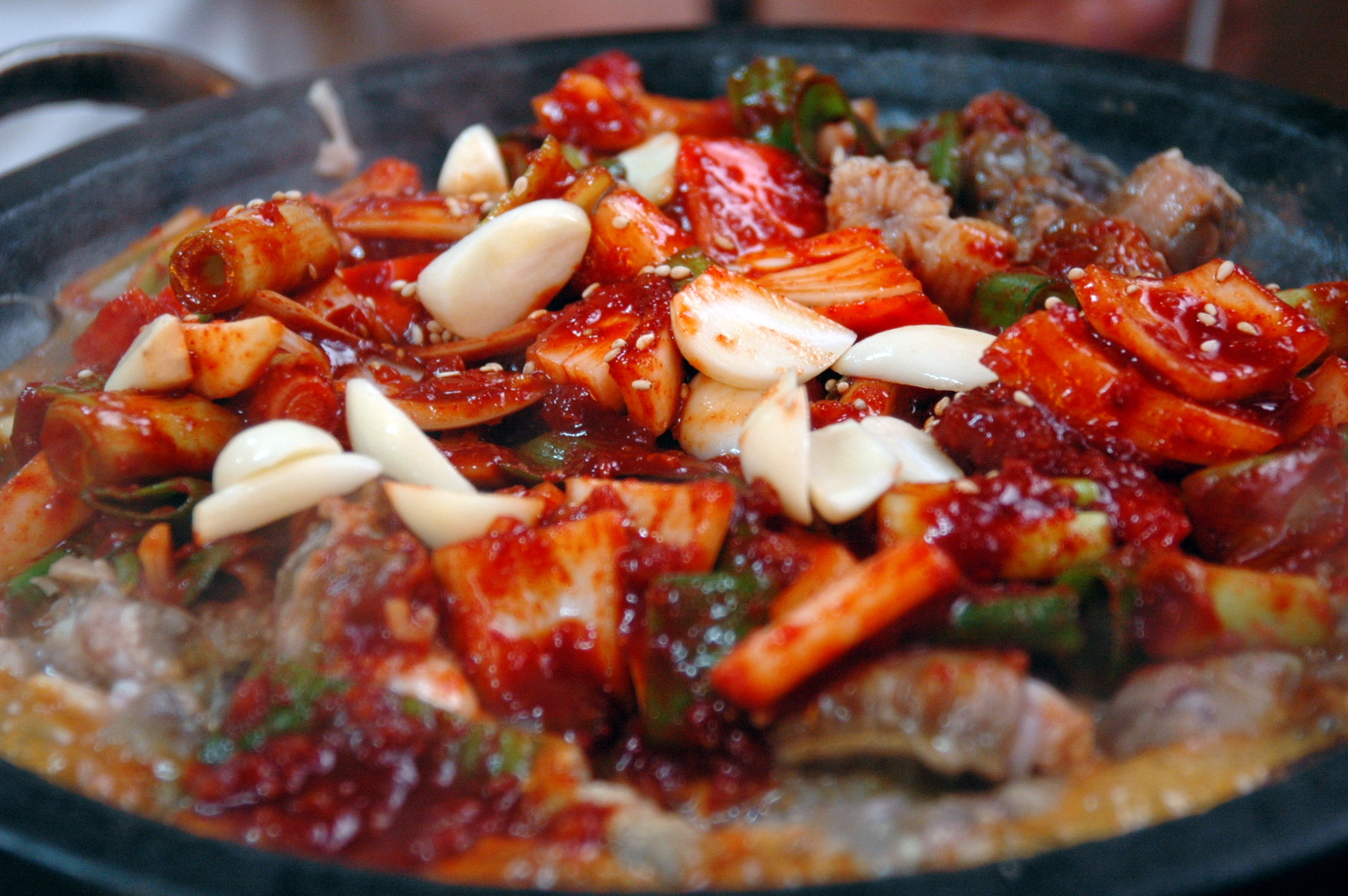
Kkomjangeo bokkeum dans la cuisine coréenne.

Dans la plupart des pays les myxines ne sont généralement pas consommées, mais la Myxine côtière (Eptatretus burgeri (en)) est appréciée comme aliment dans la péninsule coréenne ( 꼼장어 / kkomjangeo, dans le plat appelé 꼼장어 볶음 / kkomjangeo bokkeum) et par les Coréens du Japon. Elle l'est également par les Japonais de certaines régions, notamment les préfectures de Nagasaki et de Niigata.